# Spend the Night
Spend the Night – nazwa piątego albumu amerykańskiego zespołu The Donnas.

## Lista utworów
1. "It's on the Rocks" – 2:54
2. "Take It Off" – 2:40
3. "Who Invited You" – 3:30
4. "All Messed Up" – 3:11
5. "Dirty Denim" – 3:26
6. "You Wanna Get Me High" – 2:55
7. "I Don't Care (So There)" – 2:47
8. "Pass It Around" – 3:27
9. "Too Bad About Your Girl" – 2:50
10. "Not the One" – 2:46
11. "Please Don't Tease" – 2:51
12. "Take Me to the Backseat" – 2:22
13. "5 O'Clock in the Morning" – 4:13
14. "Big Rig" (dodatkowy utwór wyd. europejskiego)
15. "Mama's Boy" (japońska edycja)
16. "Backstage" (japońska edycja)

## Single
1. "Take It Off"
2. "Who Invited You"
3. "Too Bad About Your Girl"